# Tipula (Lunatipula) engeli
Tipula (Lunatipula) engeli is een tweevleugelige uit de familie langpootmuggen (Tipulidae). De soort komt voor in het Palearctisch gebied.